# 奈洛·金塔纳
奈洛·亚历山大·金塔纳·罗哈斯（西班牙語：Nairo Alexander Quintana Rojas，1990年2月4日—）是一位现役的哥伦比亚公路自行车运动员，目前效力于移动之星车队。金塔纳是一位总成绩型公路自行车赛选手，尤其擅长高难度爬坡，以其在爬坡中的连续进攻和高功率输出而闻名。金塔纳的职业生涯最佳战绩是2014年环意自行车赛和2016年环西自行车赛的总冠军，以及2013和2015年环法自行车赛的总成绩亚军。
他被看作是现役最成功的多日赛车手之一，也是哥伦比亚历史上最优秀的车手。

## 生涯成就

### 主要赛果
2009年
- 哥伦比亚国家锦标赛U23组个人计时赛冠军
- 西班牙Subida a Urkiola赛第七名

2010年
- 环未来赛（青年环法）总成绩第一，第七赛段和第八赛段冠军。
- 西班牙Vuelta al Valle del Cauca赛总成绩第二。

2011年
- 哥伦比亚Circuito de Combita赛总成绩第一，第一赛段冠军。
- 环加泰罗尼亚赛爬坡积分第一。

2012年
- 环穆尔西亚赛总成绩第一，第一赛段冠军。
- 环南法赛总成绩第一，第三赛段冠军。
- 意大利Giro dell'Emilia赛冠军。
- 环多菲内赛第六赛段冠军。
- 环西自行车赛第一赛段（TTT，团队计时赛）冠军。
- 西班牙Vuelta a la Comunidad de Madrid赛总成绩第二，新人成绩第一。

2013年
- 环巴斯克赛总成绩第一，冲刺积分第一，第四赛段冠军。
- 环布尔戈斯赛总成绩第一，第五赛段冠军。
- 环法自行车赛
  - 获得爬坡积分第一，穿上象征爬坡积分第一的圆点衫。
  - 获得新人成绩第一，穿上象征新人成绩第一的白衫。
  - 第20赛段冠军。
- 环加泰罗尼亚赛总成绩第四名，第三赛段冠军。
- 环安达卢西亚赛总成绩第七名。

2014年
- 环意自行车赛
  - 获得总冠军，穿上象征总成绩第一的粉色领骑衫。
  - 获得新人成绩第一，穿上象征新人成绩第一的白衫。
  - 获得第16赛段和19赛段（ITT）的冠军。
- 环布尔戈斯赛总成绩第一，爬坡积分第一，第三赛段冠军。
- 环圣路易斯赛总成绩第一，爬坡积分第一，第四赛段冠军。
- 环西自行车赛第一赛段（TTT）冠军，在第九赛段之后穿上象征总成绩第一的红色领骑衫。
- 第勒尼安-亚德里亚海赛总成绩第二，新人成绩第一。
- 环加泰罗尼亚赛总成绩第五名。
- UCI世界巡回赛总积分第六名。

2015年
- 第勒尼安-亚德里亚海赛总成绩第一，新人成绩第一，第五赛段冠军。
- 环法自行车赛总成绩第二，获得新人成绩第一，穿上象征新人成绩第一的白衫。
- 环南法赛总成绩第二。
- UCI世界巡回赛总积分第三名。
- 环圣路易斯赛总成绩第三。
- 环西自行车赛总成绩第四。
- 环巴斯克赛总成绩第四。
- 环罗曼地赛总成绩第八。

2016年
- 环西自行车赛
  - 获得总冠军，穿上象征总成绩第一的红色领骑衫。
  - 获得综合积分第一，穿上象征综合积分第一的白衫。
  - 获得第十赛段的冠军。、
  - 在第10-12赛段后穿上象征爬坡积分第一的圆点衫。
- 环加泰罗尼亚赛总成绩第一。
- 环罗曼地赛总成绩第一，第二赛段冠军。
- 环南法赛总成绩第一，第2b赛段（ITT）冠军。
- UCI世界巡回赛总积分第二名。
- 环圣路易斯赛总成绩第三。
- 环法自行车赛总成绩第三。
- 环巴斯克赛总成绩第三。